# Lijst van afleveringen van Mega Mindy
Hier volgt een volledige lijst van afleveringen van Mega Mindy.

## Seizoen 1 (2006)
| Aflevering (seizoen) | Aflevering (serie) | Titel                 | Eerste uitzending Vlaanderen | Code  |  |
| --- | ------------------ | --------------------- | ---------------------------- | ----- |  |
| 1 | 1                  | De snorrenbende       | 29 oktober 2006              | 01x01 |  |
| Agent Mieke Fonkel raapt al haar moed bij elkaar en schrijft een - weliswaar anonieme - liefdesbrief naar haar droomprins en collega Toby, maar per abuis komt deze bij commissaris Migrain terecht. Oma Fonkel krijgt in haar snoepwinkel de charmante Italiaan Roberto over de vloer, die haar een duur juweel tracht te verkopen. Ze beseft echter niet dat het gaat om de vermomde boef Robert, die samen met Albert en Filibert de zogenaamde snorrenbende vormt. Op het politiekantoor komt mevrouw Kramiek intussen een klacht indienen: zij kocht een peperduur horloge bij juwelier Frans Glans, dat uiteindelijk een ordinaire vervalsing bleek te zijn. Gastacteurs: Aimé Anthoni (juwelier Frans Glans), Daisy Thys (mevrouw Kramiek), Peter Van Asbroeck (boef Robert), Peter Michel (boef Albert), Stefan Verbraekel (boef Filibert)                                  |                    |                       |                              |       |  |
| 2 | 2                  | Het olijf-misdrijf    | 5 november 2006              | 01x02 |  |
| Er duiken verschillende klachten op van mensen die in slaap vielen na het eten van pizza, en nadien constateerden dat ze bestolen waren. Commissaris Migrain verdenkt pizzaboer Françesco en sluit hem op in de cel. De ware daders Tina en Tony lopen intussen nog vrij rond en blijven hun slag slaan. Al snel wordt ook bij de rijke Baron een pizza met in slaapmiddel gedrenkte olijven bezorgd. Gastacteurs: Bob Van Der Veken (Baron Bernard Van Wezemael), Paul Schrijvers (Butler James), Ellen Schoeters (Tina), Lander Smekens (Tony), Dave Nauwelaerts (pizzaboer Françesco) |                    |                       |                              |       |  |
| 3 | 3                  | De valse dokter       | 12 november 2006             | 01x03 |  |
| Commissaris Migrain en zijn team hebben de opdracht om de beruchte boef Ricardo De Razende dag en nacht te bewaken. Zijn voortvluchtige kompaan Serafino De Sluwe bedenkt een plan om hem vrij te krijgen en neemt daartoe de plaats van Dokter Van Tichelt in voor het medisch onderzoek van Toby. Mieke vindt dat Toby zich na zijn terugkeer bijzonder vreemd gedraagt. Gastacteurs: Bert Van Poucke (Ricardo De Razende), Walter Baele (slechte Dokter Serafino De Sluwe), Walter Quartier (dokter Van Tichelt) |                    |                       |                              |       |  |
| 4 | 4                  | De stemmenmicrofoon   | 19 november 2006             | 01x04 |  |
| Op het politiebureau gaat Lutgarde De Nerd aan de slag als nieuwe poetsvrouw. Wanneer ze hoort dat commissaris Migrain net een nieuwe auto besteld heeft, gaat ze samen met haar zoon Bertje op zoek naar een manier om deze te stelen. Al snel vinden ze heil in de nieuwste uitvinding van opa Fonkel: een microfoon die het toelaat om feilloos iemands stem te imiteren. Gastacteurs: Bob Van Der Veken (Baron Bernard Van Wezemael), Paul Schrijvers (Butler James), Annemarie Picard (Lutgarde De Nerd), Jan Van Hecke (Bertje) |                    |                       |                              |       |  |
| 5 | 5                  | Wonderhaar            | 26 november 2006             | 01x05 |  |
| In het dorp geeft Willem met behulp van zijn zonen Mark en Rolf een veelbelovende demonstratie van het nieuwe haargroeimiddel "Wonderhaar". Niet beseffende dat het om oplichters gaat, laat een heleboel mensen zich tot de aankoop van het product verleiden. Zo doet ook moeder Migrain haar zoon een flesje cadeau, maar al snel blijkt de commissaris last te krijgen van nevenwerkingen. Gastacteurs: Mariette Van Arkkels (moeder Migrain), Dirk Bosschaert (Boef Willem), Joachim Diepvens (Boef Mark), Thomas Diepvens (Boef Rolf) |                    |                       |                              |       |  |
| 6 | 6                  | Winkeldieven          | 3 december 2006              | 01x06 |  |
| De plaatselijke supermarkt Chez P wordt de laatste tijd geplaagd door diefstallen. Eigenaar Peeters komt aangifte doen op het politiebureau, maar wordt in eerste instantie niet direct geholpen door de commissaris, die veel te druk bezig is met de cameraploeg die een documentatie over hem maakt. Als Mieke en Toby een kijkje nemen, komt Mieke oude bekende Annie tegen. Kassierster Annie, die bedreigd wordt, weet dat er gestolen wordt in de winkel, maar houdt haar mond tegen Mieke. Al snel laten de camerabeelden zien dat ze de boodschappen niet scant in de kassa en het 'nepgeld' wegsteekt in haar schort. Als Annie gearresteerd wordt, vermoedt Mieke dat er meer aan de hand is. Gastacteurs: Dirk Couvent (directeur Peeters), Evi Heyndrickx (kassierster Annie), Ellen Peeters (kassierster Chantal), Wim Stevens (boef Ronny), Yves Caspar (boef Robby) |                    |                       |                              |       |  |
| 7 | 7                  | De paardenrace        | 10 december 2006             | 01x07 |  |
| Heel het dorp kijkt uit naar de spannende paardenrace die er zit aan te komen. In de stallen smeden Verdraff en boer Wannes een wreed plan om veel geld te verdienen. Gelukkig merkt Mega Mindy op tijd dat er iets vreemds aan de hand is. Gastacteurs: Pol Goossen (boef Verdraff), Jan Staes (boer Wannes), Jaak Pijpen (directeur Renbaan), Walter Baele (stadionomroeper) |                    |                       |                              |       |  |
| 8 | 8                  | Cash in de carwash    | 17 december 2006             | 01x08 |  |
| Naar jaarlijkse gewoonte organiseert de scouts een carwashdag om hun reis te sponsoren. Alles gaat zijn gewone gangetje, tot er 's nachts een aantal auto's besmeurd worden met modder. Volgens het politiekorps zijn de scouts de eerste verdachten, totdat Mieke en Toby op het spoor komen dat er in de echte carwash vreemde zaakjes gebeuren. Gastacteurs: Bianca Vanhaverbeke (journaliste Angelique), Hans Royaards (afperser Bob), Hans van den Stock (carwashuitbater Steve), Tom De Hoog (Kevin), Tom Lathouwers (scoutsjongen) |                    |                       |                              |       |  |
| 9 | 9                  | De pinguïnjas         | 24 december 2006             | 01x09 |  |
| De uitnodigingen voor het bal van de baron zijn aangekomen. Iedereen wil er opperbest uitzien. Intussen worden de pinguïns op een vreemde manier uit de dierentuin gestolen. Mieke komt al vlug op het spoor dat de kleermaker er iets mee te maken heeft. Gastacteurs: Gilda De Bal (Esmeralda), Jeroen Maes (Ysbrand Deltuit), Ron De Rauw (kleermaker), Ben Van Hoof (visboer Klaus), Rudi Weerts (dierenverzorger) |                    |                       |                              |       |  |
| 10 | 10                 | De groene ratten      | 25 december 2006             | 01x10 |  |
| Migrain zijn mama is helemaal overstuur wanneer ze thuis wordt opgeschrikt door groene ratten. Ook het politiekantoor wordt niet gespaard van deze rattenplaag. De commissaris stuurt Toby en Mieke op onderzoek uit, want zelf heeft hij het véél te druk. Gastacteurs: Mariette Van Arkkels (moeder Migrain), Gert Lahousse (Arend Dewit), Jeron Amin Dewulf (handlanger Arend Dewit) |                    |                       |                              |       |  |
| 11 | 11                 | De foute goochelaar   | 26 december 2006             | 01x11 |  |
| Vandaag arriveert de beroemde en bijzondere goochelaar Maldini in het dorp. Hij brengt ook zijn geheime koffer mee. Na de show blijkt de prachtige collier van een dame gestolen te zijn. Japie die aan de vestiaire staat is de eerste verdachte. Intussen graaft Opa Fonkel in zijn archief van krantenartikelen en komt zo op een belangrijk spoor. Gastacteurs: Bianca Vanhaverbeke (journaliste Angelique), Marc Bober (goochelaar Maldini/Paroni), Daniel Vidovsky (Japie), Chris Willemsen (dwerg Picolini), Lutgarde Pairon (bestolen dame) |                    |                       |                              |       |  |
| 12 | 12                 | Het Egyptische masker | 27 december 2006             | 01x12 |  |
| Op het politiekantoor worden de cellen gebruikt als expositieruimte voor een Egyptisch masker. Migrain is in de wolken met zijn twee nieuwe beveiligingsbeambten voor dit nieuwe masker. Gastacteurs: Bianca Vanhaverbeke (journaliste Angelique), Sebastien Dewaele (valse bewaker Fred), Gunter Reniers (valse bewaker Remco) |                    |                       |                              |       |  |
| 13 | 13                 | De kerkgangster       | 28 december 2006             | 01x13 |  |
| Opa Fonkel heeft een leugendrankje uitgevonden waarbij je meteen weet of iemand de waarheid spreekt of niet. Mieke vindt de uitvinding fantastisch, in tegenstelling tot oma Fonkel. In de kerk is een beeld verdwenen en pastoor Van Den Eede heeft het dorp ook verlaten. Migrain vindt de nieuwe pastoor absoluut niet verdacht. Gastacteurs: Mariette Van Arkkels (moeder Migrain), Bianca Vanhaverbeke (journaliste Angelique), Steph Baeyens (Michel Verkerke), Denis Audenaert (pastoor Van Den Eede) |                    |                       |                              |       |  |

## Seizoen 2 (2007)
| Aflevering (seizoen) | Aflevering (serie) | Titel                      | Eerste uitzending Vlaanderen | Code  |  |
| --- | ------------------ | -------------------------- | ---------------------------- | ----- |  |
| 1 | 14                 | De magische magnetiseur    | 4 maart 2007                 | 02x01 |  |
| Migrain is druk bezig aan het oefenen voor het jaarlijkse politie-golftoernooi. Magiër Joman verbaast iedereen in het dorp wanneer hij een verlamde man plots opnieuw kan laten stappen. Ook oma Fonkel kan er niet over zwijgen en hoopt dat hij haar pijnlijke rug kan genezen. Mieke en Opa Fonkel hebben er alvast hun twijfels over. Gastacteurs: Bob Van Der Veken (baron), Bianca Vanhaverbeke (journaliste Angelique), Walter Quartier (dokter Van Tichelt), Ronny Waterschoot (Joman), Ingrid Van Rensbergen (Astrid), Arnold Willems (Marcel) |                    |                            |                              |       |  |
| 2 | 15                 | De bijenkoning             | 11 maart 2007                | 02x02 |  |
| In het dorp vindt het jaarlijkse schaaktoernooi plaats. Migrain is alvast in zijn nopjes en droomt al van een nieuwe overwinning. Brandweercommandant De Loo is beroofd van zijn stoelen, een beker en medaille. Wanneer hij aangifte doet op het politiekantoor, is Migrain allesbehalve blij om zijn grote schaakrivaal te zien. Gastacteurs: Bianca Vanhaverbeke (journaliste Angelique), Mariette Van Arkkels (moeder Migrain), Herman Boets (brandweercommandant De Loo), Dirk Van Vooren (bijenman) |                    |                            |                              |       |  |
| 3 | 16                 | Femme fatale               | 18 maart 2007                | 02x03 |  |
| Er is ingebroken in de kluis van de baron: papieren, geld en fonkelende edelstenen zijn allemaal verdwenen. Volgens Migrain is de butler van de baron de dader. Niemand verdenkt barones Rien de Rien ook maar van iets, behalve Mieke. Zij vindt de barones een versierde, schatrijke blonde slagroomtaart. Gastacteurs: Bob Van Der Veken (baron), Paul Schrijvers (butler James), Kadèr Gürbüz (barones Rebecca Rien de Rien) |                    |                            |                              |       |  |
| 4 | 17                 | De tombe van Djenghis Khan | 25 maart 2007                | 02x04 |  |
| Uit het gemeentearchief is een dossier verdwenen dat een plattegrond bevat van alle gebouwen in het dorp. Professor Piramide en haar twee zonen Jo en Mo doen een opgraving in het politiekantoor. Ze gaan op zoek naar de graftombe van Djengis Khan. Migrain ziet zichzelf al overal in de wereldpers verschijnen. Tijd voor Mega Mindy om dit te onderzoeken. Gastacteurs: Jeanne Pennings (archeologe Pyramide), Kevin Bellemans (Jo Pyramide), Yoeri Lewijze (Mo Pyramide), Luc Meirte (archivaris Ben Stoffig) |                    |                            |                              |       |  |
| 5 | 18                 | Hoog bezoek                | 1 april 2007                 | 02x05 |  |
| Peter en Katja doen hun best om zich als hertog en hertogin "Van koets tot Keuningen" in te leven. Migrain is ondertussen druk bezig met de voorbereidingen van de komst van de hertog en hertogin. Tijdens de juwelententoonstelling wil hij hun samen met Toby een muzikale hulde geven. Alles lijkt plots in het water te vallen wanneer iemand de juwelen van de baron heeft gestolen. Gastacteurs: Bob Van Der Veken (baron), Paul Schrijvers (butler James), Govert Deploige (Pierre/Peter), Britt Van Der Borght (Katharina/Katja) |                    |                            |                              |       |  |
| 6 | 19                 | De valsmunters             | 8 april 2007                 | 02x06 |  |
| Een man schrikt wanneer hij tijdens een wandeling met zijn hond plots een spook op het kerkhof ziet dwalen. Het wordt nog mysterieuzer wanneer de slager, de groenteboer, de bakker en oma Fonkel ervan beschuldigd worden vals geld uit te geven. Mieke besluit om het spook op het kerkhof eens van nabij te onderzoeken. Migrain heeft het veel te druk met het schrijven van zijn memoires. Gastacteurs: Johan Van Mechelen (man met hond), Jan Van Looveren (valsmunter Mark), Maarten Bosmans (valsmunter Jimmy), Jurgen De Kerf (slager), Joris Plu (groenteboer), Geert Van Den Broeck (bakker), David Crocaerts (klant) |                    |                            |                              |       |  |
| 7 | 20                 | 3, 2, 1 actie!             | 15 april 2007                | 02x07 |  |
| Het dorp is in de ban van een Amerikaanse filmploeg en hun bekende regisseur. De filmploeg blijkt andere plannen te hebben dan filmen. Commissaris Migrain doet per ongeluk hun plannen in het water vallen. De regisseur bedenkt dan maar een nieuw groots plan met Migrain in de hoofdrol. Migrain is helemaal in de wolken, want hij ziet de glansrol en de roem volledig zitten. Het is de vraag of Mega Mindy de plannen van de filmploeg zal kunnen stoppen voor het te laat is. Gastacteurs: Max la Menace (regisseur Christoffer Max), Jeroen Buyse (cameraman), Annelies Smeyers (scriptmeisje), Johan De Schutter (hoofdrolspeler Erik), Jerry Verhaert (bakker), Gert De Schepper (Rambo), Gerda Marchand (oude dame), Johan Van Mechelen (verwijfd type), Hans Bervoets (hoteleigenaar), Bart Cannaerts (nerd), Catherine Vaes (turnlerares) |                    |                            |                              |       |  |
| 8 | 21                 | Jack in the Box            | 22 april 2007                | 02x08 |  |
| Migrain is zeer trots nadat beeldhouwer Jim van hem een standbeeld heeft gemaakt. In het museum zijn de meningen hierover verdeeld. Volgens Mieke en Toby lijkt het kunstwerk eerder op een klimrek van een aap. Wanneer in het museum twee schilderijen van Picasso gestolen worden, krijgen Toby en Mieke argwaan. Gastacteurs: Günther Lesage (Jim Plombaîr), Kurt Van Molle (museumdirecteur), Pierre Van Damme (suppoost Wim), Bianca Vanhaverbeke (journaliste Angelique) |                    |                            |                              |       |  |
| 9 | 22                 | De slaapverwekker          | 29 april 2007                | 02x09 |  |
| Opa Fonkel is druk bezig met zijn nieuwe uitvinding: 'De mega anti-snurk stop'. Plots vallen in het dorp heel veel mensen in slaap. Gastacteurs: Rudi Delhem (Simon Fabel), Lutgarde Pairon (bestolen dame) |                    |                            |                              |       |  |
| 10 | 23                 | Circus Manzini             | 6 mei 2007                   | 02x10 |  |
| Commissaris Migrain is zenuwachtig zodra hij verneemt dat ze op het politiebureau inspectie krijgen. Mieke kijkt vooral uit om met Toby naar het "Circus Manzini" te gaan. De twee circusmedewerkers Melle en Pelle komen Mieke heel bekend voor. Intussen worden er in het dorp verschillende inbraken gepleegd. Gastacteurs: Dirk Lavrysen (circusdirecteur), Ivo Pauwels (hoofdcommissaris Manz), Guillaume Devos (Pelle), Sébastien De Smet (Melle), Elise De Vliegher (Saar) |                    |                            |                              |       |  |
| 11 | 24                 | Last Minute                | 13 mei 2007                  | 02x11 |  |
| In het dorp delen Ben en Jelle folders uit voor een 5-daagse reis naar Egypte. Commissaris Migrain, opa en oma Fonkel zijn ook van de partij. Opa Fonkel ziet de reis met Migrain helemaal niet zitten, maar geeft uiteindelijk toch toe. Mieke blijft met Toby achter op het politiebureau. Ze vertrouwt de hele reis niet en waarschuwt Migrain, maar hij wil er niets van horen. Gastacteurs: Sven De Ridder (Ben Slim), Patrick Onzia (Jelle Slim), Luk D'Heu (Sjarel Slim), Vicky Florus (juffrouw Duym), Mariette Van Arkkels (moeder Migrain) |                    |                            |                              |       |  |

## Seizoen 3 (2007-2008)
| Aflevering (seizoen) | Aflevering (serie) | Titel                 | Eerste uitzending Vlaanderen | Code  |  |
| --- | ------------------ | --------------------- | ---------------------------- | ----- |  |
| 1 | 25                 | Opa boef              | 24 december 2007             | 03x01 |  |
| Commissaris Emiel Migrain wordt hoofd van de nationale veiligheid. Zijn broer, Kamiel Migrain, zal hem vervangen. In Kamiels eerste zaak jaagt hij op opa die een bank heeft overvallen. Gastacteurs: Jakob Beks (Bad Max), Ronald Van Rillaer (bankdirecteur), Julie Bosmans (stand-in Mega Mindy) |                    |                       |                              |       |  |
| 2 | 26                 | De gijzeling          | 25 december 2007             | 03x02 |  |
| Migrain wordt ontvoerd in de plaats van de baron. Een miljoen euro is het losgeld. Gastacteurs: Bob Van Der Veken (baron), Victor Peeters (Guust), Brik Van Dijck (Raymon), Mariette Van Arkkels (moeder Migrain) |                    |                       |                              |       |  |
| 3 | 27                 | Rob Robot             | 26 december 2007             | 03x03 |  |
| Een tv-ploeg volgt een hele dag Migrain. Hij is zo fier als een gieter en iedereen zal het geweten hebben dat hij de beste ter wereld is. Rob Robot is een grote gangster die jaren geleden door Migrain gevangengenomen werd. Nu komt hij vrij en zint hij op wraak. Hij wil ervoor zorgen dat de commissaris zelf in de gevangenis terechtkomt. Gastacteurs: Ronald Van Rillaer (bankdirecteur), Marc Peeters (Rob Robot), Bob Snijers (Vic De Vijs), Anton Cogen (robotcommissaris Kamiel Migrain), Bianca Vanhaverbeke (journaliste Angelique) |                    |                       |                              |       |  |
| 4 | 28                 | De Kriminalski broers | 27 december 2007             | 03x04 |  |
| De gebroeders Kriminalski zijn in het dorp komen schuilen. Blijkbaar hebben ze het wereldberoemde schilderij "Mona Lisa" gestolen uit het museum in Parijs. Migrain heeft alvast een plan om de broers te vangen. Commissaris Migrain heeft dan ook een persconferentie in zijn plan opgenomen waarmee hij zelf wereldberoemd wil worden. Gastacteurs: Robert de la Haye (Hanz Kriminalski), Roger Baum (Otto Kriminalski), Hans De Munter (Kazimir Kriminalski), Bianca Vanhaverbeke (journaliste Angelique) |                    |                       |                              |       |  |
| 5 | 29                 | De stagiaire          | 28 december 2007             | 03x05 |  |
| Op het politiebureau maakt Annabelle haar intrede als stagiaire. Toby en commissaris Migrain ontvangen haar meteen met open armen, in tegenstelling tot Mieke. Wanneer Annabelle ook nog eens haar bureau overneemt, is voor Mieke de maat vol. In het museum wordt de diamant "De Blauwe Nijl" tentoongesteld. Commissaris Migrain en Toby staan in voor de veiligheid van de diamant. Gastacteurs: Marie Vinck (Annabel Den Drukker), Miguel Baretta (Charles, de ekster), Kurt Van Molle (museumdirecteur Philippe Den Drukker) |                    |                       |                              |       |  |
| 6 | 30                 | Carlo                 | 29 december 2007             | 03x06 |  |
| Opa en oma worden op de proef gesteld. Immer verliefd als ze zijn, krijgen ze het aan de stok met elkaar als een oude liefde van oma een oplichter blijkt te zijn. Gastacteurs: Marijn Devalck (Carlo), Gerda Marchand (Georgette) |                    |                       |                              |       |  |
| 7 | 31                 | Mega Max              | 30 december 2007             | 03x07 |  |
| Volgens Migrain is er een nieuwe superheld in het dorp, Mega Max. Deze gaat vanaf nu alle misdaden oplossen zodat Mega Mindy niet meer nodig zal zijn. Al snel blijkt Mega Max geen echte held te zijn. Hij beschikt niet over voldoende kracht om de boeven te stoppen en er moet weer een beroep worden gedaan op Mega Mindy. Gastacteurs: Marc Lauwrys (Bart), Wim Van de Velde (Bert), Mariette Van Arkkels (stem moeder Migrain) |                    |                       |                              |       |  |
| 8 | 32                 | Karel Karaat          | 31 december 2007             | 03x08 |  |
| Karel Karaat is in het bezit van de duurste diamant van het land. Hij laat de diamant verzekeren voor een enorm groot bedrag. Indien iemand de diamant steelt, krijgt hij 1 miljoen euro van de verzekering. Karel Karaat vraagt aan Migrain om de diamant te bewaken, en dan is plotseling de diamant gestolen. Mieke vertrouwt het hele zaakje niet en gaat samen met oma en opa op onderzoek. Gastacteurs: Peter Bulckaen (Karel Karaat), Erik Burke (verzekeringsagent) |                    |                       |                              |       |  |
| 9 | 33                 | De konijnenstropers   | 30 maart 2008                | 03x09 |  |
| De laatste tijd verdwijnen er veel konijnen in het bos. De boswachter heeft ontdekt dat er konijnenstropers aan het werk zijn. Migrain heeft alvast een plan bedacht om de stropers in 'de val' te laten lopen. Mieke is op zoek naar een spoor van de stropers. Blijkbaar is de boswachter intussen ook in de handen van de stropers. Gastacteurs: Lucas Tavernier (Jef), Pieter Bamps (Jaak), Anke Helsen (boswachter) |                    |                       |                              |       |  |
| 10 | 34                 | De zeepkistenrace     | 6 april 2008                 | 03x10 |  |
| Het dorp is in de ban van de naderende zeepkistenrace. Iedereen is druk in de weer om zijn zeepkist op tijd af te krijgen. Commissaris Migrain sluit zich op bij de cellen van het politiekantoor om heel geconcentreerd te kunnen blijven en vooral om geen spionnen over de vloer te krijgen. Maar bij de commissaris lijkt het niet zo goed te lukken om een goede zeepkist te bouwen. Hij besluit om de zeepkist van zijn concurrentie te saboteren, maar blijkt niet de enige te zijn die vals speelt. Gastacteurs: Ron Cornet (burgemeester), Griet Dobbelaere (Guus), Wouter Delvou (Jacky), Dempsey Hendirickx (Dicky), Goele De Raedt (Suus), Rosette Burssens (mevrouw Vandergauw) |                    |                       |                              |       |  |
| 11 | 35                 | Roofkapje             | 30 november 2008             | 03x11 |  |
| Al een hele tijd gebeuren er overvallen in het dorp door een klein meisje met een rode hoed op. Het meisje draagt een wapen en eist steeds de inhoud van de kassa. Ook de snoepwinkel van oma ontsnapt niet aan deze kleine misdadigster. Het is zelfs zo erg dat commissaris Migrain telefoon krijgt van de minister met de vraag wanneer hij nu eindelijk die boef gaat vangen. Mieke denkt dat de gekke professor Wolf er wel iets mee te maken kan hebben. Gastacteurs: Eric Kerremans (professor Wolf), Mariette Van Arkkels (moeder Marie Migrain), Laurien Poelemans (Jente) |                    |                       |                              |       |  |
| 12 | 36                 | Della Cruella         | 7 december 2008              | 03x12 |  |
| De generaal van het leger heeft de plannen voor een nieuw wapen veilig laten opbergen in de kluis van commissaris Migrain. Della Cruella wil dolgraag op het commissariaat komen werken. Volgens Mieke is er iets niet pluis met Della. Mieke heeft bewijsmateriaal gevonden over Della. Als Mieke met de bewijzen afkomt, krijgt ze geen gehoor, want Toby en de commissaris hebben enkel nog oog voor Della. Gastacteurs: Karlijn Sileghem (Della Cruella), Peter Rouffaer (stem Baas) |                    |                       |                              |       |  |
| 13 | 37                 | Bolle Marie           | 14 december 2008             | 03x13 |  |
| Heel het dorp is in de ban van taarten bakken. Er is namelijk een grote taartenwedstrijd waarbij de winnaar 10.000 euro krijgt. Ook Toby en de commissaris gaan volop aan de slag. De enige die niet deelneemt is Mieke, zij moet al het werk op het politiekantoor voor haar rekening nemen. Bolle Marie, de organisatrice van de wedstrijd, neemt een loopje met de spelregels en tracht op haar valse manier alle deelnemers om te kopen. Gastacteurs: Liliane Dorekens (Bolle Marie), Johan Van Mechelen (man met hond) |                    |                       |                              |       |  |
| 14 | 38                 | Hout is goud          | 21 december 2008             | 03x14 |  |
| Mieke heeft vandaag een vrije dag en gaat met Toby picknicken in het Hartenbos. Alhoewel, van picknicken komt niet veel in huis. In het bos komen ze een houthakker tegen. De houthakker blijkt geen vergunning te hebben voor het afhakken van de bomen, maar hij blijft toch verder bomen afhakken. Intussen strijden Migrain en de burgemeester voor de titel ’Held van het dorp’. Gastacteurs: Kurt Defrancq (Polleke Plank), Ron Cornet (burgemeester) |                    |                       |                              |       |  |
| 15 | 39                 | De lachlaser          | 28 december 2008             | 03x15 |  |
| Opa krijgt een uitdaging per brief toegestuurd van 'De geheime drie'. Bij het lezen van de brief haalt hij de gevaarlijke plannen van de lachlaser uit zijn kluis. Opa gaat de lachlaser maken, want hij wil bewijzen dat hij de geniaalste is van 'De geheime drie'. Het is nu opletten dat de lachlaser niet in verkeerde handen valt. Mieke en Opa ontdekken dat professor Riros van 'De geheime drie' de lachlaser wil misbruiken. Gastacteurs: Door Van Boeckel (professor Riros), Ronald Van Rillaer (bankdirecteur) |                    |                       |                              |       |  |

## Seizoen 4 (2009)
| Aflevering (seizoen) | Aflevering (serie) | Titel                 | Eerste uitzending Vlaanderen | Code  |  |
| --- | ------------------ | --------------------- | ---------------------------- | ----- |  |
| 1 | 40                 | Vera Vries            | 23 februari 2009             | 04x01 |  |
| Opa heeft voor de verjaardag van oma als verrassing een diepvries gekocht bij Vera Vries. De commissaris heeft een chocolade-ijswedstrijd gewonnen. Om het ijs goed te kunnen bewaren, heeft hij een diepvries besteld bij Vera Vries. Maar de diepvriezer blijkt niet te werken. Gastacteurs: Maaike Cafmeyer (Vera Vries), Alain Rinckhout (Pieter Petit) |                    |                       |                              |       |  |
| 2 | 41                 | Marie Mariage         | 24 februari 2009             | 04x02 |  |
| Commissaris Migrain wil alleen gaan wonen. Maar van zijn moeder moet hij eerst trouwen. In het dorp heeft Marie Mariage een huwelijksbureau; misschien kan zij de commissaris helpen om "de vrouw van zijn dromen" te vinden. De commissaris loopt er sinds het bezoekje bij Marie Mariage heel gelukkig en verliefd bij. En Migrain gaat ook trouwen. Zijn geluk kan niet op en hij heeft dan ook al zijn spaarcenten aan zijn grote liefde. Mieke ontdekt intussen het geheim van Marie Mariage. Gastacteurs: Els de Schepper (Marie Mariage), Herman Boets (brandweercommandant De Loo) |                    |                       |                              |       |  |
| 3 | 42                 | Wet is wet            | 25 februari 2009             | 04x03 |  |
| De hoofdcommissaris is in het dorp en dat heeft iedereen geweten. Hij is plots heel streng geworden. "Wet is wet" is zijn leuze. Hij wijst iedereen op verschillende wetten en eist hiervoor hoge boetes. Hij strijkt hierdoor veel centen op. Er blijven constant nieuwe wetten bij komen. Mieke ontdekt dat de hoofdcommissaris de wetten zelf schrijft. Gastacteurs: Ivo Pauwels (hoofdcommissaris Felix Manz/tweelingbroer), Mariette Van Arkkels (Marie Migrain) |                    |                       |                              |       |  |
| 4 | 43                 | Balthasar Bal         | 26 februari 2009             | 04x04 |  |
| In het dorp is er een belangrijke voetbalmatch tussen De Bezige Bijen en De Snoepers aan de gang. Wie de finale wint, krijgt een grote beloning. De Bezige Bijen, waar Toby in de ploeg zit, speelt De Snoepers naar huis, 8-0 wordt de stand. Er komt nog een terugmatch, maar die lijkt verloren. Totdat Balthasar Bal trainer van De Snoepers wordt. Hij is een goede trainer, want De Snoepers scoren ook 8 goals zodanig de stand over 2 matchen gelijk is. Mieke ontdekt dat er bedrog in het spel zit. Balthasar Bal kan namelijk de voetbal op een afstand bewegen zodat scoren kinderspel is. Tijd voor Mega Mindy, Balthasar Bal wordt ontmaskerd, en ze kan de speciale bal vervangen door een gewone bal. Uiteindelijk winnen De Bezige Bijen eerlijk met strafschoppen. Gastacteurs: Frank Dingenen (Balthazar Bal), Carl Huybrechts (verslaggever), Frank De Bleeckere (scheidsrechter) |                    |                       |                              |       |  |
| 5 | 44                 | Elektro               | 27 februari 2009             | 04x05 |  |
| Commissaris Migrain denkt dat hij Electro zelf gevangen heeft genomen, maar eigenlijk was het Mega Mindy die Electro uitschakelde. Nu Electro in de cel zit, staan Migrain en Toby op het punt om het gestolen geld naar de bank te brengen. Op dat moment slaagt Electro erin om te ontsnappen uit de cel. Migrain, Toby en Mieke gaan naar de geheime schuilplaats van Electro. Dan gaat het mis. Toby en Migrain worden gegijzeld. Mieke gaat er gauw vandoor. Toby en Migrain worden onder een enorme elektrobol gezet. Gastacteurs: Bart Slegers (Electro) |                    |                       |                              |       |  |
| 6 | 45                 | Kermis in het dorp    | 31 oktober 2009              | 04x06 |  |
| Broer en zus Jef en Marja hebben hun paardenmolen opgesteld in het dorp. Maar eenmaal je op de paardenmolen zit, wil je er niet meer af, zelfs al kost het je een fortuin. Het volledige dorp raakt verslaafd. Gastacteurs: Lucas Van den Eynde (Jef), Wanda Joosten (Marja) |                    |                       |                              |       |  |
| 7 | 46                 | Gifgas                | 31 oktober 2009              | 04x07 |  |
| Een zogezegd giftige gaswolk hangt in het bejaardentehuis van het dorp. De bevolking is in paniek en wordt verzameld in het politiekantoor voor tijdelijke noodopvang. Ondertussen rooft de valse ’civiele bescherming’ het bejaardentehuis leeg. Gastacteurs: Mathijs Scheepers (Cyriel Civiel), Irène Vervliet (Jozefien) |                    |                       |                              |       |  |
| 8 | 47                 | Remy Fasol in concert | 1 november 2009              | 04x08 |  |
| Een valse concertorganisator schakelt het volledige dorp in om kaarten te verkopen voor het optreden van de wereldster Remy Fasol. De ster komt echter niet optreden. De organisator wil met het geld zijn eigen 'goed doel' sponsoren en met de centen gaan lopen. Mega Mindy steekt daar een stokje voor en haalt Remy Fasol toch naar het dorp. Gastacteurs: Frank Galan (Remy Fasol), Greg Timmermans (Herman) |                    |                       |                              |       |  |
| 9 | 48                 | Zwembad               | 2 november 2009              | 04x09 |  |
| Slechte zwemcoach Fred Baksteen saboteert tijdens de ultieme wedstrijd de zwembaan van zijn voornaamste concurrent Toby, zodat zijn pupil zeker wint. Mega Mindy kan dankzij de 'Mega Terugspoeler' voorkomen dat Toby in de val springt. Gastacteurs: Hans De Munter (Fred Baksteen), Geert Hunaerts, (Willem Baksteen) |                    |                       |                              |       |  |
| 10 | 49                 | Smerige smurrie       | 5 november 2009              | 04x10 |  |
| Sam Meerlap stort giftig afval in het bos in plaats van het gif te recycleren. De politie komt zijn misdaad op het spoor. De boer probeert zijn sporen uit te wissen door het goedje in brand te steken. Gastacteurs: Tom Van Landuyt (Sam Meerlap), Walter Moeremans (Rudy) |                    |                       |                              |       |  |
| 11 | 50                 | Valse stemming        | 19 december 2009             | 04x11 |  |
| Op de plaats van de kinderboerderij wil Lieselot een parkeergarage bouwen. De mensen van het dorp vinden dit helemaal geen goed idee. De enige oplossing voor het probleem is een volksstemming. Maar Lieselot is niet van plan om deze eerlijk te laten verlopen. Gastacteurs: Ann Ceurvels (Lieselot), Johan Albert (John) |                    |                       |                              |       |  |
| 12 | 51                 | Zwart goud            | 20 december 2009             | 04x12 |  |
| Jack en Peggy willen rijk worden. Ze boren de pijpleiding aan, die dwars door het dorp loopt. Hiervoor moeten ze midden in de snoepwinkel van Oma graven. Maar dat is buiten Mieke gerekend. Gastacteurs: Veerle Dobbelaere (Peggy), Kobe Van Herwegen (Jack) |                    |                       |                              |       |  |
| 13 | 52                 | De piratenschat       | 21 december 2009             | 04x13 |  |
| Theo is een echte piraat. Hij heeft een zwaard, een verrekijker en zelfs een papegaai. Het enige wat Theo telkens misloopt is een echte piratenschat. Gelukkig staat er eentje in het museum van het dorp. Gastacteurs: Yann Van Den Branden (Theo) |                    |                       |                              |       |  |

## Seizoen 5 (2010-2011)
| Aflevering (seizoen) | Aflevering (serie) | Titel                      | Eerste uitzending Vlaanderen | Code  |  |
| --- | ------------------ | -------------------------- | ---------------------------- | ----- |  |
| 1 | 53                 | De goed snoep fabriek      | 27 november 2010             | 05x01 |  |
| Een snoodaard wil fortuin maken door een monopolie op snoep te verwerven. Ook oma's snoepwinkeltje moet eraan geloven, opa en zij worden zelfs gekidnapt als dwangarbeiders in zijn snoepfabriek. Zoetekauw Migrain betaalt zich blauw. Gastacteurs: Eddy Vereycken (snoepfabrikant) |                    |                            |                              |       |  |
| 2 | 54                 | Tante Amerika              | 27 november 2010             | 05x02 |  |
| Oma krijgt veeleisend bezoek van haar Amerikaanse nicht (al kan ze zich die niet herinneren) en haar dochter. Het verwende duo richt zich al snel op de commissaris. Gastacteurs: Nicole Laurent (Barbara), Anke De Ridder (Jennifer) |                    |                            |                              |       |  |
| 3 | 55                 | Bezoek uit de cosmos       | 4 december 2010              | 05x03 |  |
| Een ufo landt op het dorpsplein met aan boord vriendelijke ruimtemannetjes. Ze geven geschenken van - maar vragen er ook voor hun koning. Het dorp slooft zich uit om ze allerlei waardevolle geschenken te geven. Wie het mooiste geschenk geeft, mag mee op bezoek naar hun planeet. Mieke is eerst onder de indruk van de ruimtewezens, maar voelt aan dat er iets niet klopt. Gastacteurs: Ides Meire (bedrieger), Tine Reymer (bedriegster) |                    |                            |                              |       |  |
| 4 | 56                 | Restaurant in nood         | 4 december 2010              | 05x04 |  |
| Opa wordt 60 jaar. Mieke en Oma organiseren een verrassingsfeestmaal bij Julien Potage. Opa vindt de Mega Magneet uit. Commissaris Migrain schildert een zelfportret. Valse ober Roberto eist beschermingsgeld van Julien en mengt rattenvergif in het eten. Mega Mindy grijpt in. Gastacteurs: Jos Geens (Julien Potage), Günter Samson (Roberto) |                    |                            |                              |       |  |
| 5 | 57                 | De schat van Ridder Rudolf | 8 december 2010              | 05x05 |  |
| Commissaris Migrain vindt een oude kaart met de schat van Ridder Rudolf bij Opa. Hij meent de schat te kunnen vinden, maar er zijn mededingers. Agent Toby komt in gevaar in een oude verlaten mijnschacht, op de plaats waar Opa, als kind, Ridder Rudolf speelde. Gastacteurs: Herman Boets (brandweercommandant) |                    |                            |                              |       |  |
| 6 | 58                 | De bende van Big Chief     | 11 december 2010             | 05x06 |  |
| De snoepwinkel van oma en de bank worden overvallen door de bende. Toby en commissaris Migrain gaan infiltreren, maar belanden aan de totempaal. Mega Mindy komt te hulp met de Mega Afval Sorteerder. Gastacteurs: Mark Verstraete (Big Chief), Steve Geerts (Kleine Garnaal) |                    |                            |                              |       |  |
| 7 | 59                 | De ontsnappingskoning      | 11 december 2010             | 05x07 |  |
| Commissaris Migrain is fier dat zijn korps ontsnappingskoning De Vlinder mag bewaken, maar die heeft een medeplichtige en een plan om nogmaals te ontsnappen. Gastacteurs: Pepijn Caudron (De Vlinder), Ivan Pecnik (De Rups) |                    |                            |                              |       |  |
| 8 | 60                 | De danswedstrijd           | 1 oktober 2011               | 05x08 |  |
| Het dorp is aan de beurt voor de jaarlijkse tv-danswedstrijd De Rode Roos. Opa hoopt te winnen dankzij de Mega dans-coach, een gordel die zelfs Oma perfect kan doen dansen. Migrain leidt Toby op als Miekes partner. Maar Lorenzo Magnifico, die met z'n zus Charlotte alle wedstrijden wint, speelt vals door de rozen die elke dame moet dragen te saboteren met niespoeder, slaapmiddel en een elektrode. Gastacteurs: Anthony Arandia (Lorenzo Magnifico), Showbizz Bart (tv-presentator), Ellen Petri (Charlotte Magnifico), Jef Vermassen (deelnemer) |                    |                            |                              |       |  |
| 9 | 61                 | De spionbeertjes           | 2 oktober 2011               | 05x09 |  |
| De boevenbroers Freddy en Reddy willen alle huizen in het dorp bespioneren om te weten waar ze veilig kunnen inbreken. Daarom geeft Freddy de commissaris beertjes met 'De politie uw beste vriend' T-shirts om aan iedereen uit te delen, waarin cameraatjes verborgen zijn. Doordat Toby het zijne van zich afkeert komt Reddy inbreken terwijl hij in het commissariaat is en de boef kan arresteren. Freddy dreigt nu de beertjes van op afstand te doen ontploffen. Gastacteurs: onbekend (Freddy), Tristan Versteven (Reddy) |                    |                            |                              |       |  |
| 10 | 62                 | De zeldzame Pipo’s         | 8 oktober 2011               | 05x10 |  |
| De krant zal een foto publiceren van de beste deelnemer aan de opruimactie 'Geen troep op de stoep'. Migrain wil die eer, maar laat Toby en Mieke het letterlijk vuile werk opknappen. Opa rekent op een uitvinding, maar krijgt ze niet op punt, ze verplaatst alle rommel. Wildstroper Stanny Jones heeft een nest met uitsterven bedreigde tropische 'Pipo Valconus' vogels gevonden, waar een boosaardige taxidermist een fortuin voor over heeft. Jones laat echter de kooi vallen voor Migrains neus en slaat op de vlucht, maar moet ze terugstelen om de poen te pakken. Gastacteurs: Manou Kersting (stroper Stanny Jones), Carry Goossens (taxidermist) |                    |                            |                              |       |  |
| 11 | 63                 | De bompiano                | 9 oktober 2011               | 05x11 |  |
| Opa, die muzikale handschoenen heeft uitgevonden, en 'zanger' Migrain hopen elk in het voorprogramma te spelen van een uniek concert in het dorp van internationaal pianiste Natalia Tkofschip. Maar twee luie toneelknechten willen snel rijk worden door een bom in de vleugel te stoppen die afgaat als hij niet meer bespeeld wordt of als ze de afstandsbediening gebruiken. Gastacteurs: Clara Cleymans (Natalia Tkofschip), Maarten Claeyssens (Bas) |                    |                            |                              |       |  |
| 12 | 64                 | De gouden fiets            | 15 oktober 2011              | 05x12 |  |
| Om het afscheid van zijn sportidool te vieren, organiseert Migrain een groot fietsfeest waarop wielerkampioen Willy Vitesse een gouden fiets zal krijgen. Twee oplichters willen die stelen en lokken daarom alle deelnemers in een bestelwagen door gratis (gestolen) taart te beloven. Gastacteurs: Luc Caals (De Dikke), Danie Jordens (De Dunne), Johan Museeuw (Willy Vitesse) |                    |                            |                              |       |  |
| 13 | 65                 | De zonnecrème              | 16 november 2011             | 05x13 |  |
| Een oplichter deelt gratis zonnecrème uit die groen uitslaat bij contact met water, zodat hij de slachtoffers, die hij wijsmaakt een professor te zijn en dat ze besmet werden door een bacterie, een dure 'remedie' kan verkopen. Net aan het meer waar hij opereert zijn Toby en Migrain -die verloren liep- met vakantie, en dus groen. Mieke moest thuisblijven, maar opa's nieuwe mega-wereldprojector simuleert dat alle Fonkels daar ook op vakantie zijn, en Bliep ontdekt dat de groenmakende bacterie niet bestaat. Gastacteurs: Ludo Hellinx (oplichter 'professor')                                                                                   |                    |                            |                              |       |  |

## Seizoen 6: Reis in de tijd (2013)
Het gehele seizoen gaat over Mega Mindy die in de tijd reist. De opnames vonden in april 2013 plaats en het seizoen werd uitgezonden in de herfstvakantie van 2013.
- Reis in de tijd (2013)
  - Gastacteurs: Pascale Michiels (Helga), Bert Verbeke (Kokkie) en Servé Hermans (Olaf)

## Specials

### Mega Mindy
- Uit het dagboek van Mega Mindy (2008)
  - Gastacteurs: Hanne Verstraeten (meisje in de clip Slaap zacht)
- De dolfijnendiefstal (2011)
  - Miljonair Jacques kan zijn rotverwende 'poeziewoezie' Bella niets weigeren, en voor haar verjaardag eist het kreng alle dolfijnen uit het dolfinarium waar Mieke trainer Jos helpt. Nadat ze zelf stelen mislukt dankzij de alerte zeeleeuw, huurt het koppel de nationaal beruchte boeven Lenny en Kenny in.
  - Gastacteurs: Dries Vanhegen (miljonair Jacques), Ivo Pauwels (hoofdcommissaris Manz), Nico Sturm (Kenny), Wouter Hendrickx (Lenny), Bert Cosemans (dolfijnentrainer Jos), Daisy Van Praet ('poeziewoezie' Bella)

### Mega Toby
- Mega Toby (2010)
  - Gastacteurs: Rudy Morren (Hannes), David Dermez (Wannes), Elle van Rijn (commandant Dahlia)
- Mega Toby redt de race (2011)
  - Toby is piloot, de commissaris 'blauw gevaar'-teamleader in een kartrace met 100.000 euro prijsgeld die ze aan een goed doel beloven. De broers Mustang zijn echter vastberaden het geld op zak te steken door vals te spelen, namelijk elke geduchte concurrent saboteren. Toby is een van hun slachtoffers, maar wordt net op tijd gevonden om getransformeerd tot Mega Toby in te grijpen.
  - Gastacteurs: Hein Blondeel (Mark Mustang), Kevin Bellemans (Mario Mustang), Mark Tijsmans (omroeper), Anouk Lambrechts (journaliste)
- Mega Toby in vuur en vlam (2012)
  - Gastacteurs: Marijke Hofkens (Katarina), Aron Wade (Pepijn)
- Mega Toby in de ruimte (2014)
  - Het dorp bereidt de viering voor van een inwoner die astronaut zal worden, maar boeven kidnappen hem en kapen de shuttle om een laserwapen te lanceren en de wereld te chanteren. De commissaris en Mieke worden ook gevangen en mee gelanceerd, dus enkel Mega Toby kan iedereen redden.
  - Gastacteurs: Walter Baele (Astronaut), Rik Verheye (Bjorn), Maxime De Winne (Ronny), Hannah Snow (Dief)

## Trivia
- De aflevering Opa boef is opgedragen aan Sjarel Branckaerts die Commissaris Emiel Migrain speelde. Hij is gestorven op 10 juni 2007.
- De aflevering De konijnenstropers is geschreven naar een voor een wedstrijd ingezonden idee van kijkertje Sophie Verbruggen (toen 13 jaar).